# エルコラーノ
エルコラーノ（イタリア語: Ercolano）は、イタリア共和国カンパニア州ナポリ県にある、人口約5万3000人の基礎自治体（コムーネ）。
ヘルクラネウムの遺跡は、西暦79年のヴェスヴィオ火山の噴火により廃墟となったもので、近隣のポンペイやオプロンティス（トッレ・アンヌンツィアータ）とともに世界遺産「ポンペイ、ヘルクラネウム及びトッレ・アンヌンツィアータの遺跡地域」に登録されている。ヴェスヴィオ登山の出発点として、ナポリから鉄道で来た観光客がバスあるいはタクシーで登山口まで向かう。

## 地理

### 位置・広がり
ヴェスヴィオ火山の西麓に位置するコムーネ。ナポリ中心部から南東へ8kmの距離にある。

#### 隣接コムーネ
隣接するコムーネは以下の通り。
- ボスコトレカーゼ
- マッサ・ディ・ソンマ
- オッタヴィアーノ
- ポッレナ・トロッキア
- ポルティチ
- サン・ジョルジョ・ア・クレマーノ
- サン・セバスティアーノ・アル・ヴェズーヴィオ
- サンタナスタジーア
- ソンマ・ヴェズヴィアーナ
- トッレ・デル・グレーコ
- トレカーゼ

### 地勢
ヴェスヴィオ山の最高地点 (1281m) は、エルコラーノとオッタヴィアーノの境界にあるとされる。

## 歴史
古代ローマ時代の79年、ポンペイと共にヴェズーヴィオ山の噴火により埋没した町、ヘルクラネウムの遺跡があることで有名。ポンペイとは異なり、エルコラーノは火山泥流に襲われた。当時の木製の階段や縄などが炭化した状態で保存されている。